# 沃森 (紐約州)
沃森（英語：Watson）是一個位於美國紐約州劉易斯縣的鎮。

## 人口
根據2020年美國人口普查的數據，沃森的面積為299.65平方千米，當中陸地面積為291.99平方千米，而水域面積為7.66平方千米。當地共有人口1802人，而人口密度為每平方千米6人。